# Valverde (Aguiar da Beira)
Valverde ist ein Dorf und eine ehemalige Gemeinde (Freguesia) in dem portugiesischen Kreis Aguiar da Beira. Die Freguesia Valverde hatte 154 Einwohner (Stand 30. Juni 2011) auf einer Fläche von 6,9 km².

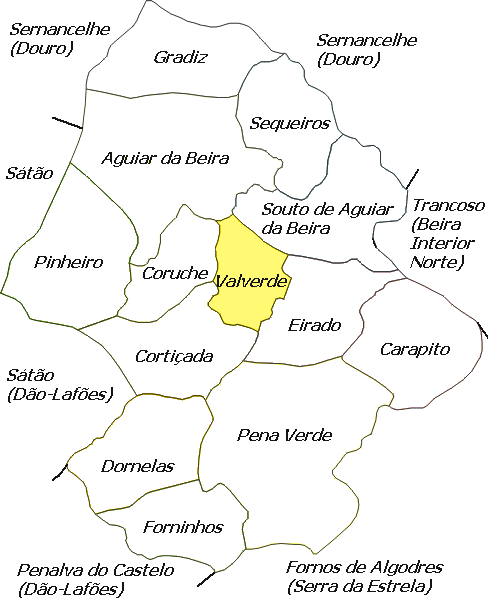
Lage der Freguesia Valverde im Kreis Aguiar da Beira bis September 2013

Am 29. September 2013 wurden die Freguesias Valverde und Souto de Aguiar da Beira zur neuen Freguesia União das Freguesias de Souto de Aguiar da Beira e Valverde zusammengefasst.